# Municipio de Union (condado de Huntington)
El municipio de Union (en inglés: Union Township) es un municipio ubicado en el condado de Huntington en el estado estadounidense de Indiana. En el año 2010 tenía una población de 1235 habitantes y una densidad poblacional de 13,1 personas por km².

## Geografía
El municipio de Union se encuentra ubicado en las coordenadas 40°52′25″N 85°23′34″O / 40.87361, -85.39278. Según la Oficina del Censo de los Estados Unidos, el municipio tiene una superficie total de 94.26 km², de la cual 92,5 km² corresponden a tierra firme y (1,86 %) 1,75 km² es agua.

## Demografía
Según el censo de 2010, había 1235 personas residiendo en el municipio de Union. La densidad de población era de 13,1 hab./km². De los 1235 habitantes, el municipio de Union estaba compuesto por el 98,06 % blancos, el 0,08 % eran afroamericanos, el 0,08 % eran amerindios, el 0,16 % eran asiáticos, el 0,32 % eran de otras razas y el 1,3 % eran de una mezcla de razas. Del total de la población el 0,65 % eran hispanos o latinos de cualquier raza.